# Lesnice
Lesnice (en allemand : Lessnitz) est une commune du district de Šumperk, dans la région d'Olomouc, en République tchèque. Sa population s'élevait à 651 habitants en 2023.

## Géographie
Lesnice se trouve à 5 km à l'est de Zábřeh, à 11 km au sud de Šumperk, à 40 km au nord-ouest d'Olomouc et à 181 km à l'est-sud-est de Prague.
La commune est limitée par Postřelmov et Kolšov au nord, par Brníčko et Rohle à l'est, par Hrabová au sud, et par Leština et Zábřeh à l'ouest.

## Histoire
La première mention écrite de la localité date de 1348.

## Transports
Par la route, Lesnice se trouve à 5 km de Zábřeh, à 12 km de Šumperk, à 47 km d'Olomouc et à 225 km de Prague.